# Woodhaven
Pour l’article homonyme, voir Woodhaven (Queens).
Woodhaven de la région côtière de Fife est anciennement le nom d'un village situé entre Newport-on-Tay et Wormit en Écosse. En raison de l'expansion des deux villes, Woodhaven n'est plus maintenant que le nom d'un port.
En 1832, Woodhaven fut avec Dundee le théâtre d'une expérience majeure pour l'avenir des télécommunications.